# Alcaligenaceae
Famille
Les Alcaligenaceae sont une famille de bactéries de l'ordre des Burkholderiales. Comme les autres Proteobactéries, les Alcaligenaceae sont des bactéries à coloration Gram négative. Presque tous les membres de cette famille sont aérobies et chimiorganotrophes. Certaines espèces sont capables d'utiliser différents accepteurs terminaux de l'oxydation. Ainsi certains genres de cette famille sont-ils capables de se développer en environnement anaérobie (par exemple certaines souches de l'espèce Alcaligenes faecalis). Dans ces conditions les nitrates peuvent être utilisés comme accepteur électronique final (dénitrification). Des nombreuses espèces utilisent des acides organiques et différents acides aminés comme source de carbone. Souvent ces bactéries sont mobiles grâce à des flagelles péritriches.
Cette famille compte quelques espèces pathogènes.

## Taxonomie
Le nom correct complet (avec auteur) de ce taxon est Alcaligenaceae De Ley et al. 1986.
Le genre type est : Alcaligenes Castellani & Chalmers 1919.
Alcaligenaceae a pour synonyme :
- Achromobacteraceae Breed et al. 1957

### Étymologie
L'étymologie du nom de cette famille est la suivante : N.L. masc. n. Alcaligenes, genre type de la famille; L. fem. pl. n. suff. -aceae, suffixe pour définir une famille; N.L. fem. pl. n. Alcaligenaceae, la famille de Alcaligenes.

### Liste des genres
Les genres de cette famille sont :
- Achromobacter Yabuuchi and Yano 1981 emend. Yabuuchi et al. 1998
- Advenella Coenye et al. 2005
- Alcaligenes Castellani and Chalmers 1919
- Allopusillimonas Babich et al. 2023
- Ampullimonas França et al. 2016
- Azohydromonas Xie and Yokota 2005
- Basilea Whiteson et al. 2014
- Bordetella Moreno-López 1952
- Brackiella Willems et al. 2002
- Caenimicrobium Felföldi et al. 2017
- Candidimonas Vaz-Moreira et al. 2011
- Castellaniella Castellaniella Kampfer et al. 2006
- Corticimicrobacter Li et al. 2019
- Derxia Jensen et al. 1960
- Eoetvoesiella Deshmukh & Oren 2023
- Jezberella Hahn et al. 2022
- Kerstersia Coenye et al. 2003
- Mesopusillimonas Babich et al. 2023
- Neopusillimonas Babich et al. 2023
- Oligella (bactérie) Rossau et al. 1987
- Orrella Carlier et al. 2019
- Paenalcaligenes Kämpfer et al. 2010
- Paracandidimonas Kämpfer et al. 2017
- Paralcaligenes Kim et al. 2011
- Parapusillimonas Kim et al. 2010
- Parvibium Chen et al. 2018
- Pelistega Vandamme et al. 1998
- Sutterella Wexler et al. 1996
- Pigmentiphaga Blümel et al. 2001
- Pollutimonas Babich et al. 2023
- Pusillimonas Stolz et al. 2005
- Saccharedens Lin et al. 2017
- Taylorella Sugimoto et al. 1984
- Verticiella Vandamme 2016
- Zwartia Hahn et al. 2022

Les deux genres suivants ne font plus partie de cette famille
- Sutterella Wexler et al. 1996
- Tetrathiobacter Ghosh et al. 2005

## Publication originale
- (en) J. De Ley, P. Segers, K. Kersters, W. Mannheim et A. Lievens, « Intra- and Intergeneric Similarities of the Bordetella Ribosomal Ribonucleic Acid Cistrons: Proposal for a New Family, Alcaligenaceae », International Journal of Systematic Bacteriology, vol. 36, no 3,‎ 1er juillet 1986, p. 405–414 (ISSN 0020-7713, 1465-2102 et 1070-6259, DOI 10.1099/00207713-36-3-405, lire en ligne).